# Popolino
Popolino – włoska moneta bita w XIV w. we Florencji o wartości 2 soldów oraz w Rzymie o wartości 2 denarów.